# Ana María Magaloni
Ana María Magaloni Gómez Rul (Yucatán, 14 de agosto de 1941-Ciudad de México, 1 de diciembre de 2023) fue una bibliotecóloga, escritora, profesora e investigadora mexicana, pionera en la automatización de las bibliotecas en México y fundadora de la Red Nacional de Bibliotecas Públicas, que coordinó como directora general de Bibliotecas de 1983 a 2001.

## Biografía
Fue hija del sociólogo, poeta y ensayista Ignacio Magaloni y la cuentista Ana María Gómez Rul, y nieta del periodista, político, orador y poeta Ignacio Magaloni Ibarra, por lo que creció rodeada de libros y con mucho interés por las palabras y las letras.A muy corta edad se mudó con su familia a la Ciudad de México.

Tras realizar estudios de Antropología,descubrió su verdadera vocación al conocer el ordenamiento de la información en las bibliotecas, a través de ficheros y catálogos, y particularmente el sistema de clasificación de Melvil Dewey. Con ayuda de su amiga, la bibliotecóloga Nadia Levi, accedió a libros sobre bibliotecología y ordenamiento de la información. Ya era madre de sus primeros dos hijos, por lo que en un principio consideró imposible dedicarse al estudio de la carrera de Bibliotecología. Sin embargo, su vocación fue más fuerte y con ayuda del investigador Jorge Bustamante comenzó a trabajar en la biblioteca de la Facultad de Ingeniería de la Universidad Nacional Autónoma de México (UNAM).Años más tarde Ana María Magaloni bromearía así sobre su vocación profesional:
Si se es hija de un poeta y no se tiene ese don, no hay otro remedio más que ser bibliotecaria, porque en mi casa todo giraba en torno a que si tal palabra era la adecuada para un poema y si debía ir en un lugar o en otro.
En 1969 se graduó como licenciada en Bibliotecología por la Facultad de Filosofía y Letras de la UNAM, con la tesis Organización de una biblioteca especializada. Seis años más tarde obtuvo el grado de maestría por la Universidad de Denver y en 1977 el título de maestra en Comunicación por la misma institución. Tras graduarse, sirvió en la Universidad de Denver como Professor of Foreign Libraries en la Graduate School of Librarianship. Por su desempeño, obtuvo el Ann Thurman Award a la mejor estudiante en 1975 y el Distinguished Alumnus Award en 1983. En 1982 se graduó como doctora en Bibliotecología por el Simmons College de Boston con la tesis Guidelines to provide adequate information services to the Institute of Engineering Research, Mexico. Además, cursó estudios de posgrado en Psicología en la Facultad de Psicología de la UNAM.
A su regreso a México, fue la encargada de dirigir el programa de maestría en bibliotecología de la Facultad de Filosofía y Letras de la UNAM y se incorporó como investigadora y docente al Centro Universitario de Investigaciones Bibliotecológicas (hoy Instituto de Investigaciones Bibliotecológicas y de la Información). Fue profesora en la licenciatura y posgrado del Colegio de Bibliotecología de la UNAM e impartió la cátedra Bibliotecas extranjeras en la Escuela de Graduados de Bibliotecología de la Universidad de Denver.
Mientras ocupaba la dirección del programa de maestría en bibliotecología de la UNAM, el Secretario de Educación, Jesús Reyes Heroles, la invitó a colaborar con la Secretaría de Educación Pública (SEP), dentro de la Dirección de Bibliotecas. Buscaban ofrecer una oportunidad cultural que complementara los programas educativos de la SEP y abrirla a toda la población, desde las infancias hasta los adultos mayores, de tal manera que las bibliotecas apoyaran tanto en los juegos y aprendizajes de las infancias como también a trabajadoras, obreros, profesionistas y a cualquier persona que quisiera saber más sobre algún área del conocimiento.Así, coordinó el Programa Nacional de Bibliotecas Públicas de México, comisionada a la SEP por el Centro Universitario de Investigaciones Bibliotecológicas de la UNAM y, posteriormente, fue titular de la Dirección General de Bibliotecas de la SEP, hoy perteneciente a la Secretaría de Cultura. “El objetivo era montar una biblioteca en cada municipio que tuviera secundaria, y al final del sexenio del licenciado De la Madrid, se alcanzó el número de 3 mil 47”.
Al tomar posesión, Ana María Magaloni encontró un país en el que las bibliotecas públicas eran insuficientes para cubrir las necesidades de la población mexicana; sólo existían 350 bibliotecas públicas, que no alcanzaban a satisfacer la demanda de los usuarios de los centros urbanos. Por ello, coordinó la instalación y la operación de la Red Nacional de Bibliotecas Públicas, que en el año 2000 alcanzó a estar integrada por 6000 bibliotecas distribuidas en todo el país, con lo cual se estima que quedó cubierto el 88 por ciento de los municipios de México. El número de volúmenes en sus acervos también se incrementó de 1,332,000 a 30,142,633 debidamente catalogados y clasificados.Asimismo propició la capacitación constante del personal a cargo de los servicios bibliotecarios, así como de las áreas de soporte y orientación para la realización de actividades de fomento a la lectura. Además, introdujo servicios apoyados en las nuevas tecnologías, como el acceso gratuito a Internet, que a fines del siglo XX ofrecían alrededor de 100 bibliotecas públicas del país.
Su labor al frente de la Dirección General de Bibliotecas contribuyó a cambiar la imagen poco atractiva que antes existía de las bibliotecas públicas, al ofrecer edificios, colecciones y servicios que le dieron a México presencia tanto en América Latina como en el resto del mundo.Bajo su dirección, las bibliotecas públicas se convirtieron en lugares de confort, agradables y alegres. Incluso en las comunidades más alejadas, la población adoptó como parte de su identidad y comunidad a la biblioteca pública; no sólo los estudiantes, familias completas acudían a la biblioteca, hacían uso de sus servicios y se interesaban por su cuidado. Se convirtió así en un referente nacional e internacional de gestión exitosa de bibliotecas públicas.En su oficina de la avenida de los Insurgentes había dos estanterías llenas con álbumes encuadernados en piel. En ellos estaban las fotografías de cada una de las bibliotecas que operaban en los municipios de todo el país. “Me puse a juntar las fotografías porque cuando me pregunten qué hiciste y les diga que se abrieron más de 5 mil bibliotecas, no me lo van a creer”.
A lo largo de su trayectoria profesional, perteneció a diversas asociaciones y organismos académicos, como el Fideicomiso Felipe Teixedor y Monserrat Alfau de Teixedor; el Centro de Investigaciones para el Desarrollo, A.C.; la Asociación Mexicana de Bibliotecarios, A.C. (AMBAC) (que presidió de 1979 a 1981); el Colegio Nacional de Bibliotecarios; la Asociación de Bibliotecarios de Instituciones de Educación Superior de México y el Fideicomiso para la Cultura México/USA.

Promovió además la historia de las bibliotecas públicas en cada uno de los estados de la República, así como la bibliografía local. Este fue un proyecto fundamental para la bibliotecología nacional y para la memoria bibliográfica de México.
Ana María Magaloni representa un parteaguas en la historia de las bibliotecas públicas en México. A partir de su sólida preparación académica y de su experiencia en la docencia y en la investigación, introdujo en las bibliotecas públicas un novedoso diseño de participación y corresponsabilidad con el gobierno federal y estatal. Igualmente, abrió la posibilidad de una actualización en la imagen y los servicios de ese tipo de bibliotecas. A través de la coordinación de la doctora Magaloni, en México se pudieron ofrecer edificios, colecciones y servicios que le dieron al país presencia e imagen en América Latina y en el resto del mundo.
Falleció en la Ciudad de México el 1 de diciembre de 2023.

### Pionera en la automatización de las bibliotecas en México
Fue pionera en la sistematización de las bases de datos para agilizar la clasificación de los libros. A fines de agosto de 1967, se llevó a cabo en México la VII Reunión y Primer Congreso Regional sobre Documentación, donde Ana María Magaloni presentó la que sería la primera ponencia acerca de un sistema automatizado de biblioteca hecho en México. Entre las recomendaciones finales del Congreso, la Comisión de Organización, Documentación e Intercambio, presidida por el profesor Nahúm Pérez Paz, sugirió difundir todo lo relacionado con los procedimientos de automatización de la información por medio de las computadoras electrónicas.

El Sistema Automatizado del Centro de Información de la Facultad de Ingeniería de la UNAM, desarrollado a partir de 1966, fue el primer proyecto de automatización de bibliotecas en México. Utilizando una computadora del Centro de Cálculo Electrónico de la UNAM (hoy Instituto de Investigaciones en Matemáticas Aplicadas y Sistemas), compilaba y distribuía índices de artículos de revistas. Ana María Magaloni dirigió el trabajo bibliotecológico y la documentación, mientras que Jorge Bustamante, investigador del Instituto de Ingeniería, se encargó de la parte computacional.Ella documentó más detalladamente el proyecto en 1970, cuando estaba ya avanzado. Como su motivación, se describe en el texto:
[El Centro] se formó buscando una manera de que no siguiera aumentando la diferencia entre la información que se recibe y aquella que puede recuperarse rápidamente en la Biblioteca de las Divisiones de Investigación y la de Estudios Superiores de la Facultad de Ingeniería de la UNAM. El sistema debe aplicarse a un medio donde hay pocas personas especializadas en información y donde se reciben anualmente unos trescientos libros, 1500 folletos, doscientas copias, cien tesis y cuatrocientas revistas, con un contenido aproximado de 25 mil artículos. En los próximos diez años, se estima que las cantidades aumentarán cinco veces.
Ya en la década de los ochenta, desde la Dirección General de Bibliotecas de la SEP, coordinó los esfuerzos de automatización de las bibliotecas públicas mediante la elaboración y distribución de catálogos de tarjetas en forma masiva. La Dirección General de Bibliotecas contaba también con un banco de datos de aproximadamente 120 mil títulos para la realización de sus procesos técnicos, que en combinación con el programa Biblos, se utilizaba para generar los juegos de tarjetas que eran enviadas con las colecciones de libros a las bibliotecas de la Red Nacional.

## Vida personal
Si bien llegó muy pequeña a la Ciudad de México, por lo que se identificaba como originaria de esta ciudad —al punto de que diversas fuentes consideran éste su lugar de nacimiento—, creció en una casa donde la cultura yucateca se “desayunaba, comía y cenaba”,además cursó sexto de primaria y los dos primeros años de secundaria interna en un colegio de Mérida, y es considerada una de las yucatecas ilustres por el gobierno de su estado natal.

Por su casa de la Ciudad de México desfilaban poetas de la talla de Dolores Castro y Rosario Castellanos, quienes ayudaban a su padre, el poeta Nacho Magaloni, en la revista Poesía de América, que se distribuía en América Latina a través de Cuadernos Americanos. Cuando tenía unos 8 años, su habitación quedaba debajo de la biblioteca de su padre.
Recuerdo muy bien que una noche, el poeta del exilio español Pedro Garfias se la pasó dando vueltas en la biblioteca y desde mi cama yo lo escuchaba exclamar “¡No encuentro la palabrita!”, y me preguntaba qué había perdido, hasta que encontró la palabra adecuada para uno de sus versos.
Se casó con el doctor en ingeniería Jorge Isaac Bustamante Ceballos, especialista en computación y sistemas de información, con quien tuvo a sus hijos Jorge Isaac, Ana del Carmen y Clara Eugeniay con quien desarrollaría investigaciones, proyectos y propuestas que apuntalaron la automatización de las bibliotecas y la modernización de muchos de los procesos bibliotecarios.

Para ella, la lectura era uno más de los hábitos que se adquieren en la niñez en casa. En este punto, explicaba que “un concepto fundamental de la pedagogía es que las ideas generan ideas y conductas generan conductas”, por lo que, afirmaba, “somos los padres quienes tenemos que fomentar el gusto por la lectura en los niños; que no se pierda la costumbre de leerles a los hijos desde temprana edad”.
La característica de los muchachos de hoy, en comparación con la generación en la que yo estudié, es la inmediatez. Los bibliotecarios nos preguntamos qué va a pasar con las bibliotecas en este contexto, pero yo creo que no va a pasar nada, porque una cosa es la forma en la función de enlace al conocimiento que tienen los libros, y otra la forma con la que lo presentan. No hay que preocuparnos por la forma sino sumarse a ésta, hacerla nuestra y usarla para poner a disposición de todos la información.
Admiraba a los bibliófilos por tener tiempo, espacio, conocimiento y dinero para coleccionar volúmenes raros y antiguos. “Pero eventualmente, esas colecciones pasarán a formar parte de una biblioteca pública”, consideraba. En una actitud congruente consigo misma, no visitaba las librerías ni tenía libros, prefería hacer uso de las bibliotecas públicas. “Ni compro libros ni los atesoro, para qué si todos son míos y son tuyos”, explicó en entrevista para Reforma. Los volúmenes que recibía de regalo, ya sea que los hubiera leído o no, los destinaba a alguna institución de consulta pública. Lo mismo hizo con el gran acervo de su padre. “Si yo no puedo tener todos los libros, por qué acumular en vano, para eso están las bibliotecas públicas”.

## Premios y reconocimientos
- Ann Thurman Rogen Award a la mejor estudiante (1975) de la Universidad de Denver[5]
- Distinguished Alumnus Award of the Year (1983) de la Universidad de Denver[17]
- Presea al Mérito Bibliotecario (1987) del Simmons College[7]
- Medalla Yucatán (1987)[7]
- Doctorado honoris causa por el Simmons College (1989)[3]
- Palma de Oro (1993) del Círculo Nacional de Periodistas la Palma de Oro[6]
- Presea “Héctor Victoria Aguilar” (1999) del H. Congreso del Estado de Yucatán[4][13]
- Socia honoraria de la Asociación Mexicana de Bibliotecarios, A.C. (2000)[6]
- Premio al bibliotecario (2008) de la Universidad de Guadalajara en el marco de la Feria Internacional del Libro de Guadalajara[2][18][16]

### Otros reconocimientos
Con motivo del Día Nacional del Bibliotecario, la Dirección General de Bibliotecas de la Secretaría de Cultura otorga los reconocimientos “Ana María Magaloni” al personal bibliotecario por los años de servicio y el desempeño en sus labores.
Además, dos bibliotecas públicas pertenecientes a la Red Nacional fueron bautizadas en su honor: la biblioteca Ana María Magaloni del Gobierno municipal de Ixtapan de la Sal, Estado de México, y la biblioteca Dra. Ana María Magaloni Gómez Rul del Gobierno municipal de Melchor Ocampo en San Francisco Tenopalco, también en el Estado de México.

## Obras
Como autora, escribió decenas de publicaciones sobre diversos aspectos bibliotecológicos, fruto de más de veinte años de labor al frente de bibliotecas especializadas, universitarias y públicas.
- Magaloni Gómez Rul, Ana María (1968). Bibliografía sobre ingeniería sísmica por autores mexicanos, 1960 a 1967. México, UNAM-Facultad de Ingeniería-División de Estudios Superiores.
- Magaloni Gómez Rul, Ana María (1969). Organización de una biblioteca especializada, tesis de licenciatura en Bibliotecología. México, UNAM-Facultad de Filosofía y Letras.
- Magaloni Gómez Rul, Ana María (1972). Manual para usuarios del servicio interno de documentación. México, CONACyT.
- Magaloni de Bustamante, Ana María (1976). Entrenamiento de especialistas de información en países europeos de economía socialista. México, UNAM-Instituto de Investigaciones Bibliográficas.
- Magaloni de Bustamante, Ana María (1979). Evaluación de los servicios de un centro de documentación. México, UNAM-Instituto de Investigaciones Bibliográficas.
- Magaloni de Bustamante, Ana María (1982). El papel de las bibliotecas y los bibliotecarios en la docencia e investigación universitaria. México, UNAM-Escuela Nacional de Estudios Profesionales Acatlán.
- Magaloni de Bustamante, Ana María (1982). Guidelines to provide adequate information services to the Institute of Engineering Research, Mexico, tesis de doctorado en Bibliotecología. Boston, Simmons College.
- Magaloni de Bustamante, Ana María (1984). Una alternativa para evaluar y diseñar servicios especializados de información documental. México, UNAM (Serie monografías / Centro Universitario de Investigaciones Bibliotecológicas, núm. 1).
- Magaloni, Ana María (1986). “Avance del Programa Nacional de Bibliotecas Públicas” en Memorias de las XVII Jornadas Mexicanas de Biblioteconomía, Puebla, Pue., abril 28-mayo 2 de 1986. México, UNAM.
- Magaloni de Bustamante, Ana María (1988). “El Programa Nacional de Bibliotecas Públicas: ¿factor de influencia en la legislación bibliotecaria?”, en Jornadas Mexicanas de Biblioteconomía: Villahermosa, Tabasco. Memorias, 9 al 11 de marzo de 1988, México, Asociación Mexicana de Bibliotecarios, pp. 57-60.
- Magaloni de Bustamante, Ana María (1988). Cómo acercarse a la biblioteca. México, Plaza y Valdés.
- Magaloni de Bustamante, Ana María (1992). La investigación bibliotecológica y la Red Nacional de Bibliotecas Públicas. México, UNAM-Centro Universitario de Investigaciones Bibliotecológicas.
- Magaloni de Bustamante, Ana María (1992), La bibliotecología en el México actual y sus tendencias: libro conmemorativo de los 25 años de la Dirección General de Bibliotecas, México, UNAM.
- Magaloni, Ana María (1993). “The Mexican library revolution: taking books to the people”, en Logos. Anales Del Seminario de Metafísica. Madrid, Universidad Complutense de Madrid, núm. 4, vol. 2: pp. 81-83.
- Magaloni de Bustamante, Ana María (1994). El ordenamiento y el cuidado del acervo. México, SEP-Dirección General de Bibliotecas/Consejo Nacional para la Cultura y las Artes.
- Magaloni de Bustamante, Ana María (1994). Las dotaciones de mantenimiento. México, SEP-Dirección General de Bibliotecas/Consejo Nacional para la Cultura y las Artes.
- Magaloni de Bustamante, Ana María (1994). El catálogo público. México, SEP-Dirección General de Bibliotecas/Consejo Nacional para la Cultura y las Artes.

### En coautoría
- Magaloni, Ana María y Bustamante, Jorge (1967). “EI Centro de Información de la Facultad de Ingeniería de la UNAM” en Séptima Reunión de la FID/CLA y Primer Congreso Regional de Documentación. Cd. de México, agosto 28 a septiembre 2 de 1967. Acta y conclusiones. Santiago de Chile, Centro Nacional de Información y Documentación (Folletos de difusión / núm.11).
- Magaloni, Ana María; Bustamante, Jorge; Torres, Efraín (1970). “El centro de información de una facultad universitaria” en Anuario de Bibliotecología y Archivología. México, UNAM-Dirección General de Bibliotecas, época 2, vol. 2., pp. 55-79.
- Magaloni de Bustamante, Ana María y Bustamante, Jorge A. (1976). “Foundations for the application of the roleplay technique in continuing education of library managers”, en Seminario sobre Educación y Adiestramiento. México, UNESCO/FID/CONACYT/UNAM.
- Magaloni de Bustamante, Ana María y Margarita Carbia (1994). La sala de lectura de la escuela secundaria. México, SEP-Dirección General de Bibliotecas/Consejo Nacional para la Cultura y las Artes.

### Como editora/coordinadora
- Magaloni, Ana María (coord. general) (1999). La democratización del acceso a la lectura: la Red Nacional de Bibliotecas Públicas 1983-1998. México, Asociación Mexicana de Bibliotecarios.
- Magaloni, Ana María (coord.) (1998). “Los factores de uso de las bibliotecas públicas”, en Bibliotecas públicas y conducta lectora: investigaciones 7. México, Dirección General de Bibliotecas del Consejo Nacional para la Cultura y las Artes, pp. 103-145.

### Artículos y conferencias
- Magaloni de Bustamante, Ana María (1974). “Evaluación de los servicios de un centro de documentación” en Boletín del Instituto de Investigaciones Bibliográficas, México, UNAM, pp. 383-436.
- Magaloni de Bustamante, Ana María (1975). “Los servicios de información del Instituto Mexicano del Cemento y del Concreto: diagnóstico, evaluación y recomendaciones”, en Anuario de Bibliotecología, Archivología e Informática (ANBAI), núm. 4, pp. 187-223. México, UNAM-Facultad de Filosofía y Letras.
- Magaloni de Bustamante, Ana María (1985). “The Mexican National Program of Public Libraries” en IFLA General Conference, Chicago.
- Magaloni, Ana María y Gayol, Yolanda (1985). “Los hábitos de lectura de los estratos medios del Distrito Federal”, en Jornadas Mexicanas de Biblioteconomía (15: Tlaxcala, Tlax.: 1984). Memorias, México: Asociación Mexicana de Bibliotecarios, A. C., 1985, pp. 193-216.
- Magaloni de Bustamante, Ana María (1986), “Mexico”, en ALA World Encyclopedia of Library and Information Services, Chicago/Londres, American Library Association/Adamantine Press, pp. 546-548.
- Magaloni de Bustamante, Ana María (1988). “El Programa Nacional de Bibliotecas Públicas: ¿factor de influencia en la legislación bibliotecaria?”, en Jornadas Mexicanas de Biblioteconomía: Villahermosa, Tabasco, 1988. Memorias, 9 al 11 de marzo de 1988. México, Asociación Mexicana de Bibliotecarios, pp. 57-60.
- Magaloni de Bustamante, Ana María (s.f.) “Proyecto para llevar información a veinte comunidades del interior de la República”.
- Magaloni de Bustamante, Ana María (s. f.) “Bibliotecología y cambio social”, en Bibliotecas y Archivos,. núm. 13, enero- diciembre 1982, pp. 47-52.
- Magaloni, Ana María (1989). “Principales resultados del Programa Nacional de Bibliotecas Públicas” en Memorias de las XVIII Jornadas Mexicanas de Biblioteconomía, Villahermosa, Tab., Marzo 2-4 de 1987. México, UNAM.
- Magaloni de Bustamante, Ana María (1997), “Problemas teóricos y epistemológicos de la bibliotecología”, en Estela Campos Morales (coord.), La función social del bibliotecólogo y la biblioteca, México, UNAM, pp. 19-24.
- Magaloni de Bustamante, Ana María (1993), “Libraries in Mexico” en Encyclopedia Americana, Danbury, Conn., Grolier.